# 빈 필하모니 관현악단

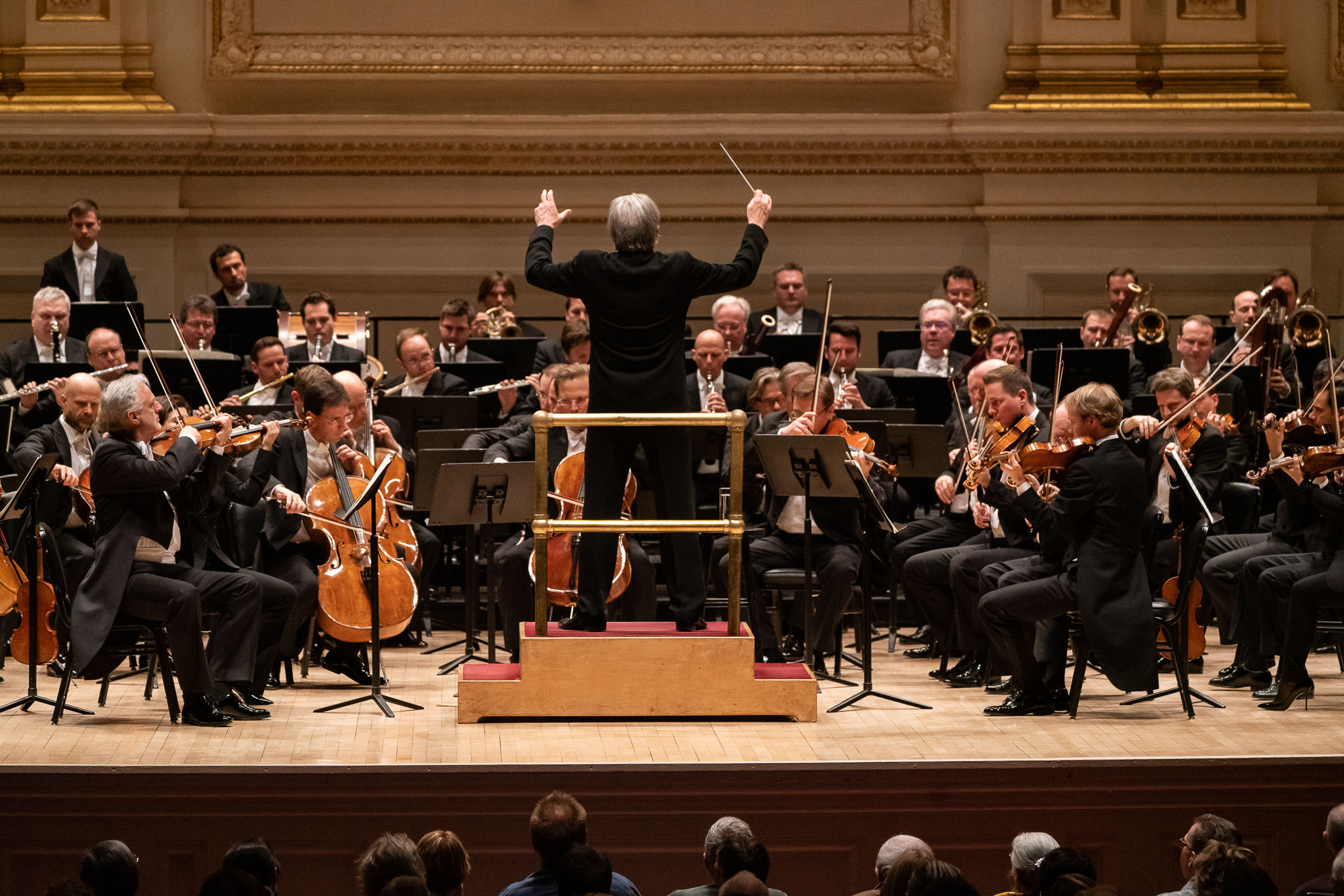

빈 필하모니 관현악단(영어: Vienna Philharmonic, VPO, 독일어: Wiener Philharmoniker)은 오스트리아의 대표적인 관현악단이다. 오스트리아뿐만 아니라 전 세계 관현악단들 중 베를린 필하모니 관현악단과 함께 최상급으로 평가받고 있다. 특히 빈 필하모니 관현악단의 1월 1일 새해 첫날 신년음악회가 세계적으로 유명하다.

## 역사
1842년에 작곡가이자 지휘자인 오토 니콜라이가 빈 궁정 오페라극장 소속 관현악단을 연주회용 악단으로도 활용하자는 여러 유력 인사들의 아이디어에 따라 레두텐잘에서 관현악 연주회를 가진 것을 창단 시기로 잡고 있다(3월 28일). 오페라 관현악단을 모체로 해서 생겨난 악단이기 때문에 독자적인 연주회 횟수는 적었으나, 오스트리아 최초의 연주회 전문 악단으로 화제를 모았다.
니콜라이가 1848년에 사임한 뒤에는 잠시 객원 지휘에 의존하다가 1854년에 칼 에케르트가 제 2대 상임 지휘자로 부임했으나, 재임 기간은 3년에 그쳤다. 1860년대 초반에는 부진한 활동으로 인해 악단 안팎의 비판 여론이 거세졌고, 결국 단원들 스스로가 악단 운영에 책임을 지는 자주 운영제를 채택하고 투표에 의해 지휘자를 초빙하는 등 독특한 운영 체제를 확립했다.
1860년에 연주회장을 케른트너토어 극장으로 옮겼고, 1869년에는 빈 음악협회 건물이 준공되자 이듬해 대강당을 주요 연주회장으로 사용하기 시작했다. 1875년에는 한스 리히터를 상임 지휘자로 초빙해 브루크너와 브람스의 교향곡들을 비롯한 여러 작품들을 초연하기 시작했다. 1898년에는 말러가 후임으로 선출되었고, 2년 뒤인 1900년에는 파리 만국박람회 기념 음악제에 초빙되어 최초의 국외 공연을 가졌다.
1903년에 상임 지휘자 제도를 없애고 객원 지휘자 제도를 잠시 도입했으나, 1908년에 펠릭스 바인가르트너를 '정기 지휘자(Abonnementdirigent)'라는 직위로 초빙해 사실상의 상임 지휘자 제도 부활을 꾀했다. 완전한 상임 지휘자 제도의 소멸은 1933년에 이루어졌으며, 마지막 정기 지휘자는 클레멘스 크라우스였다. 1920년대부터는 잘츠부르크 축제의 상주 관현악단으로도 참가하기 시작해 지금까지 계속 출연하고 있다.
1938년에 오스트리아가 독일에 병합되어 '오스트마르크 주' 로 격하되자, 나치스 고위층에서 악단의 강제 해산을 시도하기도 했다. 빌헬름 푸르트벵글러를 비롯한 음악계 중진들의 노력으로 해산은 면했으나, 유태인 혹은 유태계 단원들이 강제 해직되어 망명하거나 강제 수용소에서 목숨을 잃기도 했다. 해직 단원들의 자리는 아리아인 음악가로 메꾸어졌으며, 나치 당원이자 친위대원이었던 빌헬름 예르거가 단장을 맡아 활동했다.

1941년에는 악단의 명물이 된 빈 신년음악회가 개최되기 시작했다.
종전 직후 수 개월 동안은 반나치즘과 악단 재건 등의 문제로 연주회를 열지 못하다가 요제프 크립스의 지휘로 전후 첫 연주회가 개최되었으며, 이후 오스트리아와 독일뿐 아니라 세계 각지의 지휘자들을 적극적으로 초빙해 레퍼토리의 확대를 꾀했다. 데카와 도이체 그라모폰 등의 음반사에서 적극적으로 녹음 활동도 했으며, 이러한 음반 출반과 방송 중계 등으로 인해 세계적인 명성을 얻기 시작했다.
해외 공연도 활발히 진행하고 있으며, 특히 미국과 일본에서 '빈 필 주간'이라는 이름으로 정기적인 순회 공연을 개최하고 있다. 최근에는 전 세계 관현악단 사상 유례없는 연주 여행용 전용 여객기를 오스트리아 정부로부터 공여받아 화제가 되었다.

## 운영권과 단원 선발
단원들은 창단 이후 계속 빈 국립 오페라극장 관현악단의 단원을 겸직하고 있기 때문에 전원이 공무원 신분을 유지하고 있다. 그러나 악단 운영에 관한 모든 제반 사항은 단원들이 결정하며, 일체 외압을 배제하고 있다. 그 때문에 악단 독립성은 철저하게 보장받고 있으나, 일각에서는 지나치게 보수적이고 폐쇄적이라는 비판도 제기하고 있다.
악단원은 원칙적으로 오페라 관현악단 단원 중에서 선발하며, 오디션을 거쳐 일정 기간 동안 선배 단원 지도를 받으면서 예비 단원으로 있다가 실력과 자질을 인정받게 되면 정단원으로 정식 입단하는 방식이다. 이러한 도제식 선발 방침 때문에 젊은 단원이 적어 악단의 보수화가 심해진다는 지적도 있으나, 악단 전체 고유한 소리와 집중력을 유지하는 비결로 인정하는 사람들도 있다.
한편, 몇몇 인권 단체나 여성 단체에서는 빈 필이 아직도 비유럽권 국가 연주자들을 등용하지 않는 것과 여성 단원이나 여성 지휘자를 꺼린다는 이유로 거세게 비판하기도 한다. 현재 단원 구성은 대부분이 오스트리아인이나 독일인, 헝가리인 등 중앙 유럽인이 차지하고 있으나, 영국인이나 러시아인도 점차 등용하고 있으며 일본계 오스트리아 단원도 활동하고 있다. 그러나 완전 비유럽 혈통 단원은 아직도 철저히 배제하고 있다.
여성 단원 선발의 경우에는 안나 렐케스가 하프 단원으로 활동한 적이 있으나, '비상임 단원'이라는 직함이었다. 렐케스는 1997년에야 정식 단원 명부에 입적했으나 몇 년 후 은퇴하였다. 2024년 기준으로 정단원으로 활동하는 여성 연주자는 총 22명이며, 빈 국립오페라 오케스트라 입단 후 아직 3년을 채우지 않은 연주자 2명이 대기 중이다. 여성 지휘자 문제는 2005년 1월에 씨모네 영을 초빙하면서 일단락되었으나, 이 과정에서 악단 내부의 반대 여론도 만만치 않았다.

## 악기 사용
빈 필 고유의 소리는 단원들이 사용하는 악기가 일반적인 것과 달리 빈 특유의 구조와 주법을 갖는데서도 많이 좌우되는데, 목관악기와 금관악기는 대부분 그러한 전통을 따르고 있다. 타악기도 팀파니의 경우에는 특별한 경우를 제외하고는 여전히 천연 가죽을 쓰고 손으로 조율하는 구식 악기를 주로 사용하고 있다. 최근에는 그러한 '빈 악기' 의 수리와 제조를 전문으로 하는 업체들과도 관계를 맺고 있으며, 여기에는 일본의 야마하도 참가하고 있다.
현악기들의 경우에는 악기 자체에 특징은 없지만, 오랜 연수 기간 동안 선배 단원들로부터 전통적으로 전수되고 있는 연주법을 집중적으로 배우고 입단하기 때문에 고유의 부드럽고 풍성한 소리를 유지하고 있다. 연주회 때 취하는 악기와 단원들의 배치도 오랫동안 고전적인 방식을 고수하고 있었으나, 레너드 번스타인의 경우 자신의 영상물을 녹화할 때 이례적으로 미국식 스토코프스키 배치법을 취하기도 했다.

## 나치 협력 관계
나치스 독일이 지배할 당시에 많은 단원이 나치 당원이었고, 제2차 세계 대전이 종결되고 20년 후에 전쟁 범죄인을 표창하고 있던 가능성이 있는 것 등을 숨기고 있었다고 해서, 비난을 받았다. 2013년 3월 10일, 공식 웹사이트에서 처음으로 나치스 시대의 기록을 공개하였는데, 그것에 따르면, 1942년 시점에서 단원 123인 중 60명이 나치 당원 혹은 입당 희망자였다. 당시 이 악단이 전통적으로 음악가에게 주는 명예 반지나 훈장을, 나치스의 고관이나 군의 지도자에게 수여하고 있었던 것이다.
그 중에서도, 1942년에 명예 반지가 수여된 빈의 총독 발두어 폰 시라흐는, 유태인 추방에 관여하였다는 등으로서 뉘른베르크 재판으로 20년의 금고형을 부과하였다. 그러나, 해당 웹사이트에 게재된 역사가의 말에 따르면, 석방 후의 1966년 혹은 67년에 다시 수여되었을 가능성이 있다고 한다. 많은 단원이 1938년 독일이 오스트리아를 합병하기 전에 불법으로 나치 당원이 되고 있었음에도 전후(戰後) '탈나치화' 과정에서 4명 밖에 해고되지 않았고, 다른 6명은 명예 퇴직을 당한 것으로 나타났다. 또, 합병 후에 악단에서 쫓겨나 강제 수용소에 보내진 유태인 단원 13명의 신원도 처음으로 공개하였는데 그 중 5명은 수용소에서 사망하였다. 나치스 시대의 이 악단에 대한 다큐멘터리 시사회에 나타난 클레멘스 헬스베르크 악단장은, 공개하기까지 왜 이렇게 오랜 시간이 걸렸는지 추궁당하자, 악단은 수십 년간에 걸쳐 조사를 계속하여 왔지만, 이제서야 적절하게 설명할 필요가 있다고 인식하였기 때문이라고 설명하였다.

## 역대 지휘자
- 오토 니콜라이 (1842-1848 상임 지휘자)
- 칼 에케르트 (1854-1857 상임 지휘자)
- 오토 데소프 (1860-1875 상임 지휘자)
- 한스 리히터 (1875-1882 상임 지휘자, 1883-1898 상임 지휘자)
- 빌헬름 얀 (1882-1883 상임 지휘자)
- 구스타프 말러 (1898-1901 상임 지휘자)
- 요제프 '페피' 헬메스베르거 2세 (1901-1903 상임 지휘자)
- 펠릭스 바인가르트너 (1908-1927 정기 지휘자)
- 빌헬름 푸르트벵글러 (1927-1930 정기 지휘자)
- 클레멘스 크라우스 (1929-1933 정기 지휘자)

1933년 이후에는 위에 쓴 대로 매 시즌마다 단원들이 선출한 객원 지휘자들이 출연하고 있다. 빈 국립 오페라극장 음악 감독으로 선정된 지휘자들은 악단의 구조상 상임 지휘자에 버금가는 활동을 하며, 칼 뵘이나 헤르베르트 폰 카라얀, 로린 마젤 등이 그러한 예에 속한다. 뵘과 카라얀은 명예 지휘자 칭호를 수여받았고, 번스타인의 경우에는 단원들과 돈독한 친교를 맺어 명예 단원직을 수여받기도 했다.
참고로 빈 필을 최초로 지휘한 아시아인 지휘자는 인도 출신인 주빈 메타이며, 이후 오자와 세이지와 이와키 히로유키, 고이즈미 가즈히로 등의 일본인 지휘자들이 뒤를 이었다. 2007년 기준으로 한국인으로서 빈 필을 지휘한 지휘자는 정명훈뿐이며, 도이체 그라모폰에 로시니와 드보르자크의 작품들을 담은 CD를 취입하기도 했다. 일각에서는 안익태가 최초라고 주장하기도 하지만, 안익태가 지휘한 관현악단은 빈 필이 아닌 빈 교향악단이다.

## 같이 보기
- 빈 신년음악회